# Transform (álbum de Rebecca St. James)
Transform é o sexto álbum de estúdio da cantora Rebecca St. James, lançado a 24 de Outubro de 2000. 

## Faixas
Todas as faixas por Matt Bronleewe, exceto onde anotado.
1. "Intro" (Instrumental) – 0:52
2. "For The Love of God" – 4:37
3. "Reborn" – 3:59
4. "Don't Worry" – 3:37
5. "Merciful" – 5:00
6. "One" (Dann Huff) – 4:37
7. "Universe" (Tedd T.) – 5:00
8. "Wait For Me" (Tedd T.) – 4:40
9. "In Me" (Dann Huff) – 4:14
10. "Lean On" – 3:38
11. "All Around Me" – 3:41
12. "Stand" – 4:36
13. "My Hope" (Peter Kipley) – 4:29

## Tabelas
Álbum
| Tabela (2000)              | Posição |
| -------------------------- | ------- |
| Heatseekers                | 7       |
| Billboard 200              | 166     |
| Top Contemporary Christian | 14      |